# Elecciones parciales en las Islas Malvinas
Esta es una lista de las elecciones parciales a la Asamblea Legislativa de las Islas Malvinas. La Asamblea Legislativa reemplazó al Consejo Legislativo de las Islas Malvinas (existente desde 1845) con la aplicación de la nueva Constitución el 1 de enero de 2009.
La Asamblea Legislativa se compone de ocho miembros elegidos, cinco de Stanley y tres del Camp. En virtud del artículo 32 (2) de la Constitución, si un miembro electo de la Asamblea Legislativa desocupa su asiento por cualquier razón distinta de la disolución de la Asamblea, hay una elección parcial para llenar el asiento vacío. La elección parcial debe celebrarse dentro de 70 días la vacante que se produzca, a menos que la Asamblea tenga que ser disuelta dentro de 126 días.

## Asamblea Legislativa (2021-2025)

### Camp, 2023
Ian Hansen, diputado por Camp, renunció a la Asamblea Legislativa el 19 de julio de 2023 debido a problemas de salud. Su escaño fue ocupado por Jack Ford tras una elección parcial el 21 de septiembre de 2023.
| Elecciones parciales de septiembre de 2023 |                                        |       |        |
| Escrutinio definitivo: Camp                |                                        |       |        |
| Candidato                                  | Partido                                | Votos | %      |
| Jack Ford                                  | Independiente                          | 122   | 65,59  |
| Gary Webb                                  | Independiente                          | 63    | 33,87  |
| Votos inválidos                            | Votos inválidos                        | 1     | 0,54   |
| Total de votos/Participación electoral     | Total de votos/Participación electoral | 186   | 75,61% |
| Fuente: MercoPress                         |                                        |       |        |

## Asamblea Legislativa (2009-2013)
Las primeras elecciones a la Asamblea Legislativa de reciente creación se llevaron a cabo el 5 de noviembre de 2009 y la asamblea se disolvió el 17 de octubre de 2013, por la preparación para las elecciones generales de 2013.

### Stanley, diciembre de 2011
Emma Edwards, diputada por Stanley, renunció a la Asamblea Legislativa el 21 de octubre de 2011, tras su decisión de abandonar las Malvinas. Su asiento fue ocupado por Barry Elsby en una elección parcial el 15 de diciembre de 2011.
| Elecciones parciales de diciembre de 2011 |                                        |       |      |
| Escrutinio definitivo: Stanley            |                                        |       |      |
| Candidato                                 | Partido                                | Votos | %    |
| Barry Elsby                               | Independiente                          | 462   | 65,2 |
| John Birmingham                           | Independiente                          | 95    | 13,4 |
| Steve Vincent                             | Independiente                          | 94    | 13,3 |
| Norman Besley-Clark                       | Independiente                          | 45    | 6,4  |
| Votos inválidos                           | Votos inválidos                        | 12    | 0,02 |
| Total de votos/Participación electoral    | Total de votos/Participación electoral | 708   | 51%  |
| Fuente: Penguin News                      |                                        |       |      |

### Camp, 2011
Bill Luxton, diputado del Camp, renunció a la Asamblea Legislativa el 4 de noviembre de 2011 debido a su ausencia prologada de las islas, por el aumento de la carga en otros empleis. El asiento fue ocupado por Ian Hansen, que fue el único candidato cuando las nominaciones cerraron el 30 de noviembre de 2011.

### Stanley, junio de 2011
Glenn Ross, diputada por Stanley, renunció a la Asamblea Legislativa el 26 de abril de 2011 para concentrarse en su trabajo en la central eléctrica de las islas. Su asiento fue ocupado por el exdiputado, Mike Summers en una elección el 23 de junio de 2011.
| Elecciones parciales de junio de 2011  |                                        |       |      |
| Escrutinio definitivo: Stanley         |                                        |       |      |
| Candidato                              | Partido                                | Votos | %    |
| Mike Summers                           | Independiente                          | 259   | 38,3 |
| Steve Vincent                          | Independiente                          | 177   | 26,2 |
| Norman Besley-Clark                    | Independiente                          | 96    | 14,2 |
| John Birmingham                        | Independiente                          | 87    | 12,9 |
| Ian Hansen                             | Independiente                          | 49    | 7,2  |
| Votos inválidos                        | Votos inválidos                        | 8     | 0,01 |
| Total de votos/Participación electoral | Total de votos/Participación electoral | 676   | 49%  |
| Fuente: MercoPress                     |                                        |       |      |